# Adrian Wagner
Adrian Wagner (* 23. April 1978 in Hamburg) ist ein ehemaliger deutscher Handballspieler, der insgesamt 17 Jahre in der Bundesliga und 2. Bundesliga aktiv war. Aktuell ist er als Trainer tätig.

## Karriere als Spieler

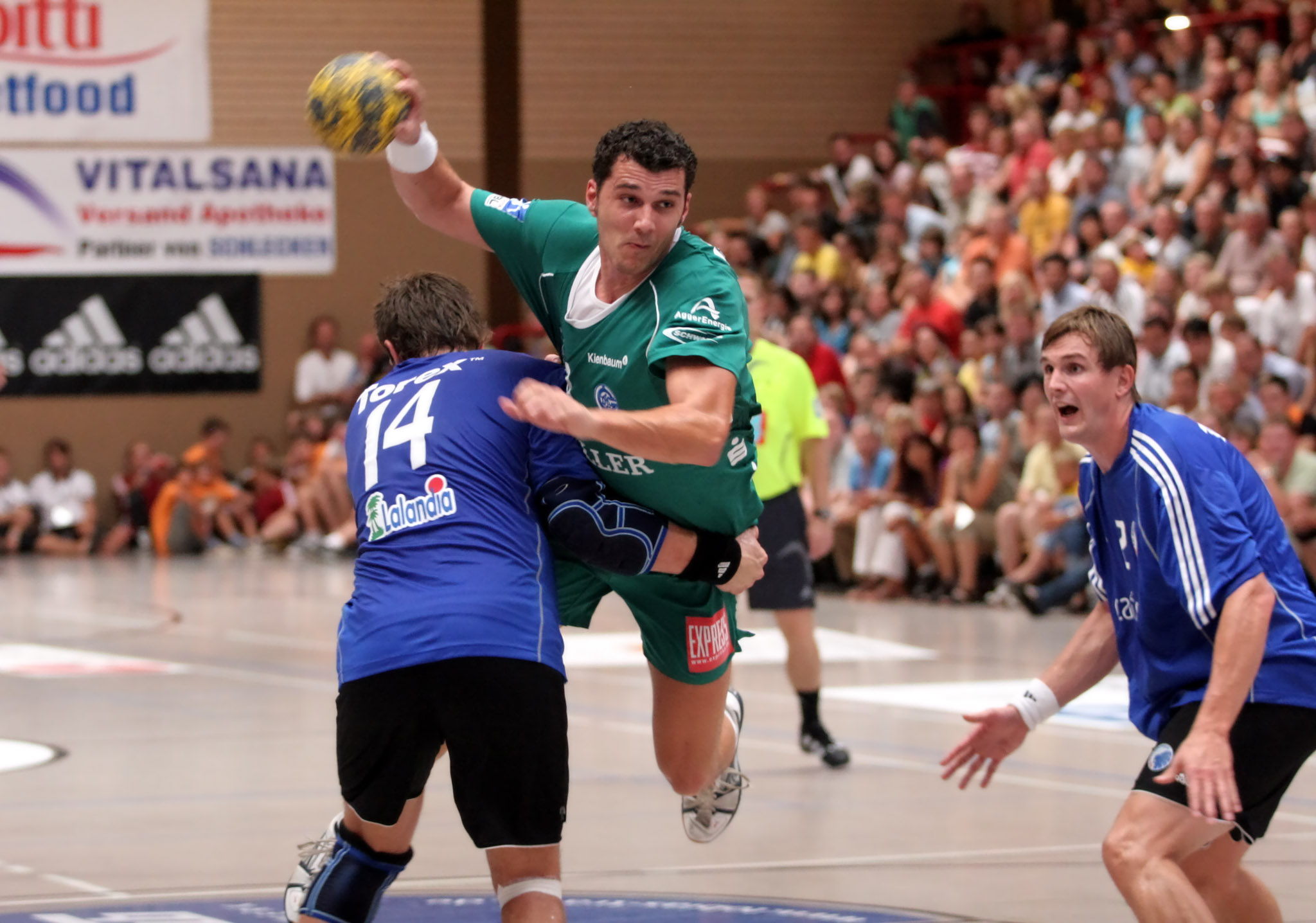
Adrian Wagner setzt sich im Zweikampf gegen Jacob Bagersted (links) durch

Das Handballspielen erlernte Wagner seit 1987 beim AMTV Hamburg, wo er gleich als großes Talent auffiel. Mit der B-Jugend wurde er 1995 deutscher Vizemeister. Seine Profikarriere begann der Linksaußen im Jahre 1996 beim VfL Bad Schwartau, wo er anfangs lediglich Reservist war und in erster Linie in der zweiten Mannschaft eingesetzt wurde. Erst als sich zwei Jahre später der etatmäßige Linksaußen Marek Kordowiecki in einem Bundesligaspiel gegen die SG Flensburg-Handewitt verletzte, gelang es Wagner einen Stammplatz zu erkämpfen. In der Saison 2001/02 litt der damalige VfL-Kapitän am Pfeifferschen Drüsenfieber. Im Sommer 2002 wechselte Wagner mitsamt dem kompletten Schwartauer-Kader zum HSV Hamburg, der die Bundesliga-Lizenz vom VfL Schwartau übernahm.
Im Sommer 2003 wechselte Wagner zum THW Kiel, der damals ein neues Team aufbaute. Der nach der Saison 2005/06 auslaufende Vertrag wurde nicht verlängert. Anschließend lief Wagner für den Zweitligisten TSV Bayer Dormagen auf und begann zusätzlich eine kaufmännische Lehre. Ab dem 1. September 2007 spielte Wagner für den VfL Gummersbach. Im Sommer 2011 löste Wagner seinen Vertrag mit dem VfL Gummersbach vorzeitig auf und kehrte zum VfL Bad Schwartau zurück. Nach der Saison 2012/13 beendete Wagner seine Karriere. Ab Oktober 2015 gehörte Wagner dem Kader der HSG Ostsee N/G an, wo er bis zum Saisonende 2015/16 bei personellen Engpässen aushalf. Nachdem Wagner anschließend nicht mehr aktiv gewesen war, bestritt er im September 2018 drei Spiele für die SG Hamburg-Nord.
Sein Debüt in der Nationalmannschaft gab er am 7. Mai 1999 gegen Belgien. Er kam insgesamt 24 Mal zum Einsatz und warf 22 Tore. Wagner stand im erweiterten DHB-Aufgebot für die WM 2003 und wurde erst wenige Tage vor Turnierbeginn aus dem Kader gestrichen.

## Karriere als Trainer
Ab 2011 war Adrian Wagner beim Aufbau einer Handball-Akademie in Hamburg engagiert, wo er als Trainer arbeitete. Zusätzlich übernahm er 2011 ein Co-Traineramt im Auswahlbereich des Hamburger Handball-Verbands. Später übernahm er die Landesauswahlmannschaft des Jahrgangs 1997. Am 1. Juli 2013 übernahm Wagner das Amt des Landestrainers beim Hamburger Landesverband. Zusätzlich trainierte er ab der Saison 2013/14 bis zum Saisonende 2015/16 die B-Jugend vom HSV Hamburg. Wagner leitete im Januar 2016 das Training der Bundesligamannschaft vom HSV Hamburg, da der etatmäßige Trainer Michael Biegler bei der Europameisterschaft 2016 die polnische Nationalmannschaft betreute. Im Januar 2017 übernahm er das Traineramt des Oberligisten SG Hamburg-Nord. Am 31. Januar 2019 beendete Wagner seine Tätigkeit beim Hamburger Landesverband. Im Sommer 2021 beendete Wagner seine Trainertätigkeit als Herrentrainer bei der SG Hamburg-Nord, jedoch verblieb er als Jugendtrainer im Verein. Ab der Saison 2022/23 gehörte Wagner dem Trainerteam der 1. Damenmannschaft der SG Hamburg-Nord an, die in der Oberliga antrat. Ab dem Sommer 2024 trainierte Wagner alleine die Damenmannschaft der SG Hamburg-Nord, die in der Regionalliga antritt. Im Dezember 2024 beendete er seine Tätigkeit bei der SG Hamburg-Nord. Seit dem Jahr 2025 trainiert Wagner die weibliche B-Jugend der SG Hamburg Handball-Deerns/AMTV Hamburg.

## Erfolge
- DHB-Pokalsieger 2001 mit dem VfL Bad Schwartau
- EHF-Pokalsieger 2004 mit dem THW Kiel
- Deutscher Meister 2005 und 2006 mit dem THW Kiel
- DHB-Supercupsieger 2005 mit dem THW Kiel
- EHF-Pokalsieger 2009 mit dem VfL Gummersbach
- Europapokalsieger der Pokalsieger 2010 und 2011 mit dem VfL Gummersbach

## Privates
Adrian Wagner ist seit 2007 mit Nicola verheiratet, mit der er eine Tochter und einen Sohn hat. Seit 2019 ist er als Lehrer an der Max-Schmeling-Stadtteilschule in Hamburg tätig und dort seit dem Schuljahr 2021/2022 Vertrauenslehrer.